# Златина Гълъбова
Златина Цанкова Гълъбова е българска театрална актриса.

## Биография
Родена е на 22 септември 1988 г. в София. През 2013 година завършва Нов български университет с бакалавърска степен със специалност „Актьорско майсторство за драматичен театър“  във випуска на професор Цветана Манева и Снежина Петрова. През 2015 завършва магистърска степен „Театрално изкуство и общество“, като се дипломира  с представлението „Колекция“, театрален спектакъл от Харолд Пинтър, реж. Николай Младенов. Първото ѝ представяне на театрална сцена е в Народен театър „Иван Вазов“ „Ангели в Америка“ в ролята на медицинска сестра с режисьор Десислава Шпатова.
Сред успехите, с които може да се гордее, е участието ѝ в постановката на Александър Морфов „На ръба“ в Народния театър. Александър Морфов я кани веднага след като завършва НБУ. Директорът на Ловешкия театър Цвятко Стоилов я вижда в дипломното ѝ представление „Кандид“ на Теди Москов и я кани да работи в своя театър.
Златина Гълъбова започва своята кариера в Драматичен театър Ловеч в ролята на Даница в „Опечалена фамилия“ с режисьор Йосиф Сърчаджиев. Играе в „Двойка, четворка, секс“, „Рапунцел“ и други. Участва в множество късометражни филми. Участва в българския сериал „Под прикритие“. В една чуждестранна продукция Златина Гълъбова влиза в ролята на монахиня. Снима се още в реклами, обича да танцува. В продължение на седем години тренира латино танци.

### Театрални роли

#### Народен театър „Иван Вазов“
- 2010 г. – Медицинска сестра – „Ангели в Америка“ – режисьор: Десислава Шпатова
- 2015 г. – „Улицата“ авторски спектакъл на Теди Москов
- 2015 г. – „На ръба“ авторски спектакъл на Александър Морфов
- 2019 г. –  жена от Брайла – „Хъшове“ – режисьор: Александър Морфов

#### Младежки театър „Николай Бинев“
- 2013 г. – Ученичка – „Летище“ от Тена Щевичич – режисьор: Владимир Люцканов

#### Драматичният театър Ловеч
- 2014 г. – Беа – „2 – 4 Sex“ – режисьор: Диана Милушева
- 2014 г. – Добринка – „Добрата магьосница“ – постановка: Светлана Атанасова
- 2014 г. – Клия – „Черна комедия“ – режисьор: Кристиана Бояджиева
- 2014 г. – Даница – „Опечалена фамилия“ – режисьор: Йосиф Сърчаджиев
- 2014 г. – Стела – „Колекцията“ – режисьор: Николай Младенов
- 2015 г. – Снежанка – „Неразборий по Коледа“ – режисьор: Кристияна Бояджиева
- 2016 г. – Ленчето – „Църква за вълци“ – режисьор: Цвятко Стоилов
- 2016 г. – Рапунцел – „Рапунцел“ – режисьор: Кристиана Бояджиева
- 2016 г. – г-ца Лу – „Олово“ – режисьор:  Ана Батева
- 2017 г. – Анжелика – „Рогоносци“ – режисьор:  Йосиф Сърчаджиев
- 2017 г. – Бети – „Нощта преди“ – режисьор: Ана Батева
- 2018 г. – Жасен – „Шемет“ – режисьор: Цвятко Стоилов
- 2018 г. – Олга – „Опашката, която върти кучето“ – режисьор:  Йосиф Сърчаджиев
- 2019 г. – Разказвачът – „Гераците“ – режисьор: Снежана Петрова
- 2019 г. – Документален театър – „ТОЙ! Левски“ – режисьор: Биляна Петрова
- 2023 г. – Лила – „Българи от старо време“ – режисьор: Николай Урумов
- 2023 г. – Вещица-прилеп – „Продаденият смях“ – режисьор: Кристиана Бояджиева
- 2023 г. – Джована – „Слуга на двама господари“ – режисьор: Йосиф Сърчаджиев
- 2023 г. – Янка – „Службогонци“ – режисьор: Николай Урумов
- 2024 г. – Мария – „Малката книжарница“ – режисьор: Кристиана Бояджиева

### Телевизионни прояви
- 2012 г. – реклама на Table – БНТ
- 2012 г. – Лора в сериала „Под прикритие“ – БНТ
- 2013 г. – реклама на „Чио чипс“ – Nova TV
- 2013 г. – реклама на банка ДСК – bTV
- 2013 г. – Журналист в сериала „Четвърта власт“ – БНТ
- 2013 г. – Еми в сериала „Преди да свърши любовта“ – bTV
- 2014 г. – Брокерка в сериала „Връзки“ – bTV
- 2016 г. – Брокерка в сериала „Столичани в повече“ – bTV
- 2018 г. – Съпруга в   „Откраднат живот“
- 2018 г. – реклама на „Lidl“
- 2019 г. – Marilyn Monro в реклама на „Национална лотария“
- 2024 г. – фризьор в сериала  „Вина“ /реж. Виктор Божинов/ – БНТ
- 2024 г. –  сериал  „Тревожност“ /реж. Илиян Джевелеков/  – БНТ

#### Кино
- 2012 г. – Кралят – „Спасителят“ – режисьор: Робър Саво

#### Видео клипове
- 2012 г. – No comment – Думите
- 2014 г. – Mascota – „Infected“